# 참의
참의(參議)는 관직의 이름으로, 조선과 전근대 및 메이지 시대의 일본에 존재했다.

## 조선의 관직
조선의 정3품 관직이다. 각 조의 수장인 판서를 보좌하는 보좌관 역할을 하였다. 육조의 판서, 참판, 참의는 모두 당상관에 해당하므로 이들을 삼당상(三堂上)이라 불렀다. 오늘날의 고위공무원단이다.